# Далип Сингх
Махараджа Далип Сингх (6 сентября 1838 — 22 октября 1893) — 5-й и последний правитель сикхского государства (1843—1849), сын махараджи Ранджит Сингха.

## Ранние годы
Изначально Далип Сингх не рассматривался среди основных наследников своего отца, но после смерти Ранджит Сингха началась ожесточённая борьба за власть, повлекшая смерть сводных братьев Далипа — Кхарак Сингха и Шер Сингха. После убийства последнего малолетний Далип Сингх был возведён на престол частью сикхской знати. Его мать стала главой регентского совета. На момент восшествия на престол Далип Сингха сикхское государство находилось в состоянии глубочайшего кризиса и всё более подпадало под влияние британской Ост-Индской Компании. В 1845 году началась первая англо-сикхская война, после поражения в которой сикхское государство вынуждено было признать английский протекторат. В 1848 году в Мултане началось восстание против англичан, вскоре охватившее весь Пенджаб. Британцы подавляли восстание, действуя от имени пенджабского правительства однако, после окончательной победы над мятежниками, объявили об аннексии Пенджаба. 29 марта 1849 года 11-летний Далип Сингх отрёкся от престола в пользу Ост-Индской Компании. Далип Сингх также передал англичанам главную драгоценность британской короны — алмаз Кохинур.

## Жизнь в Британской империи
После подписания договора Далип Сингх был перевезён англичанами в крепость Фатехгарх (совр. индийский штат Уттар-Прадеш). 8 марта 1853 года четырнадцатилетний Далип Сингх был крещен в Фаттегхпуре. Крещение не было чисто формальным актом, мальчика довольно хорошо подготовили к нему. Архидиакон Бретт, проводивший церемонию, задал ему много вопросов, на которые, как он свидетельствовал, Далип Сингх ответил ясно и полно. Генерал-губернатор Индии лорд Дальхузи назвал крещение «очень примечательным событием в истории и во всех отношениях похвальным». Это был первый случай, когда видный индийский князь такого высокого ранга, хотя и несовершеннолетний, принимал веру завоевателей.
Следующим естественным шагом юного махараджи была просьба отправить его в Англию для завершения образования. Естественно, что ему хотелось пересечь океан, что запрещалось строгими кастовыми правилами, познакомиться с европейским миром. Совет директоров Ост-Индийской компании по совету Дальхузи одобрил эту поездку, поскольку это вполне отвечало поставленной цели перевоспитания махараджи: теперь его можно было окончательно оторвать от родины и оградить от любых возможных контактов с соотечественниками.
В середине лета 1854 года Далип Сингх прибыл в Лондон и 1 июля встретился с королевой Викторией за завтраком.
В 1870-х гг. Далип Сингх стал добиваться возвращения конфискованного в 1849 году, а позднее — отмены аннексии Пенджаба. В 1886 он попытался вернуться в Индию, но был задержан в Адене британскими властями. Далип написал несколько воззваний, обращенных к сикхской общине и к индийским князьям. В них он объявлял о «возврате к вере предков», призывал к вооружённому восстанию против англичан. После открытого разрыва с британской властью Далип Сингх не стал возвращаться в Англию, а переехал в Париж.

## Связь с Россией
Летом 1886 года бывший правитель Пенджаба обратился в российское посольство в Париже с предложением организовать вторжение в Пенджаб русской армии. Далип Сингх утверждал, что сикхи при первой возможности поднимут восстание против англичан. Изначально российские дипломаты скептически отнеслись к этим заявлениям. Однако идеи Далип Сингха вызвали интерес у редактора газеты «Московские ведомости» Михаила Каткова. По его приглашению Далип Сингх в апреле 1887 года прибыл в Москву. Он обратился с письмом к императору Александру III, в котором называл себя «признанным правителем» Пенджаба и гарантировал «лёгкий захват Индии» Россией. Бывший пенджабский махараджа сильно преувеличивал своё влияние на родине. Его немногочисленные сторонники были быстро выявлены англичанами. Несостоятельность притязаний Далипа понимали и российские официальные лица, которые к тому же не хотели обострения отношений с Великобританией.

## Последние годы
Осенью 1888 года, не добившись поддержки российского правительства, Далип Сингх вернулся в Париж. У него практически не осталось средств к существованию, а в 1890 году его разбил инсульт. 1 августа 1890 года Далип Синкх был извещен, что прощен королевой «по совету её министров». Уже в начале 1891 года он съездил в Англию, где навестил своих детей. К этому времени его жены Бамбы уже не было в живых. А в марте того же года произошло последнее значительное событие в жизни махараджи — встреча с королевой Викторией. Она путешествовала инкогнито по югу Франции и прибыла в Грасс. Все было превосходно организованно для того, чтобы поставить последнюю точку в политической истории жизни Далипа Сингха. Махараджа «оказался» в том же городе проездом из Ниццы, и 31 марта была устроена его встреча с королевой в «Гранд-отеле» этого города.
Встреча проходила в присутствии сына махараджи, который должен был видеть, чем кончается бунт против империи и на всю жизнь воспринять этот урок.
Дни Далипа Сингха уже были сочтены. 22 октября 1893 года с ним случился второй удар, и он скончался в Париже, не приходя в сознание. Его прах был доставлен в Англию и похоронен в его имении Эльвиден. Королева и принц Уэльский прислали венки на его могилу.

## В массовой культуре
Далип Сингх появляется в игре Assassin’s Creed Syndicate, где протагонисты помогают ему вернуть ряд индийских ценностей, а затем титул махараджи, также он просит помощи в вербовке сторонников для освобождения Пенджаба. В игре отражены его переживания за судьбу родины и чувства непризнанного правителя.